# G. W. Bailey
George William Bailey (Port Arthur, Texas, 27 d'agost de 1944) és un actor estatunidenc. Tot i que va aparèixer en molts papers dramàtics, potser se'l recorda pels seus personatges còmics "cruixents" com el sergent Luther Rizzo a la sèrie de televisió M*A*S*H (1979-1983), el tinent/capità Thaddeus Harris a les pel·lícules de Police Academy (Boja acadèmia de policia, Boja acadèmia de policia 2: La primera missió, Boja acadèmia de policia 4, Police Academy 5: Assignment Miami Beach, Police Academy 6: City Under Siege i Police Academy: Mission to Moscow, 1984-1994) i el capità Felix Maxwell a Maniquí (1987). Va interpretar el paper del tinent detectiu Louie Provenza al drama criminal televisiu de TNT The Closer i la seva sèrie derivada Major Crimes, del 2005 al 2018.
Des de 2001, Bailey ha exercit com a director executiu de la Sunshine Kids Foundation, que ofereix viatges i activitats anualment per a centenars de joves pacients amb càncer. Va ser voluntari per primera vegada a l'organització després que la seva fillola fos diagnosticada amb leucèmia.

## Filmografia

### Televisió
- Els Àngels de Charlie (Charlie's Angels) (1976, S1 E10: "Consenting Adults") - Mumford
- How the West Was Won (1977, S1 E2: "Erika") - Ivie
- CHiPs (1978) - Drunk Driver
- Starsky & Hutch (1976-1978) - Hotel Clerk / Slade
- Soap (1978) - The Hobo
- Laverne & Shirley (1979, S4 E23: "There's a Spy in My Beer") - Rocko
- Lou Grant (1979) - Water Man / Arlo Karp
- Happy Days (1979, S7 E9: "Joanie Busts Out") - Jack Whitman
- The French Atlantic Affair (1979, minisèrie) - Jake (no surt als crèdits)
- Angie (1979, S2 E11: "Mary, Mary Marries")
- Benson (1979–1980) - Bartender / Gus
- Palmerstown, U.S.A. (1980, S1 E5: "The Black Travelers: II")
- Alcatraz: The Whole Shocking Story (1980) - Holfeld
- Flo (1980–1981) - Lonnie Castleberry / Bull
- M*A*S*H (1979–1983) - Sergeant Luther Rizzo / The G.I.
- A cor obert (St. Elsewhere) (1982-1983) - Dr. Hugh Beale
- S'ha escrit un crim (Murder, She Wrote) (1984) - Lt. Thibodeau
- Simon & Simon (1984) - Police Chief Don Potter / Dr. Kyle Stepney - Surgery
- Earthlings (1984) - Bobo
- War and Remembrance (1988) - Cmdr. Jim Grigg
- Under Cover (1991) - Director Waugh
- Dinosaurs (1992, S2 E20: "Nuts to War: Part 2") - Sarge
- The Jeff Foxworthy Show (1996–1997) - Big Jim Foxworthy
- Solomon (1997, minisèrie) - Azarel
- Jesus (1999, minisèrie) - Livio
- San Paolo (2000, minisèrie) - Bernabé apòstol
- American Dreams (2004) - Colonel Graves
- Nip/Tuck (2005) - Wesley Kringle
- The Closer (2005–2012) - Lt. Louie Provenza
- Cupcake Wars Guest Judge (2012)
- Major Crimes (2012–2018) - Lt. Louie Provenza

### Cinema
- A Force of One (1979) - Erwin
- Murder in Texas (1981, telefilm) - Richard 'Racehorse' Haynes
- Bitter Harvest (1981, telefilm) - Lazlo
- Fog (1981, telefilm) - Mr. Carrion
- Hardcase (1981, telefilm) - Paul Morgan
- The Capture of Grizzly Adams (1982, telefilm) - Tom Quigley
- Boja acadèmia de policia (Police Academy) (1984) - Lt. Thaddeus Harris
- Runaway, brigada central (Runaway) (1984) - Chief
- Boja acadèmia de policia 2: La primera missió (Police Academy 2: Their First Assignment) (1985) - Wedding Guest (no surt als crèdits)
- Rustlers' Rhapsody (1985) - Peter
- Alerta: Virus mortal (Warning Sign) (1985) - Tom Schmidt
- Curtcircuit (Short Circuit) (1986) - Captain Skroeder
- Maniquí (Mannequin) (1987) - Felix
- Burglar (1987) - Ray Kirschman
- Boja acadèmia de policia 4 (Police Academy 4: Citizens on Patrol) (1987) - Capt. Thaddeus Harris
- Hawaiian Dream (1987) - Captain Pierce
- Police Academy 5: Assignment Miami Beach (1988) - Capt. Thaddeus Harris
- Police Academy 6: City Under Siege (1989) - Capt. Thaddeus Harris
- The Gifted One (1989, telefilm) - Dr. Winslow
- Love and Lies (1990, telefilm) - Sgt. Halsey
- Q & A (1990) - Bartender (no surt als crèdits)
- Doublecrossed (1991) - Camp
- Write to Kill (1991) - Dean Sutton
- A Mother's Justice (1991, telefilm) - Joe Comminger
- Before the Storm (1991, telefilm) - Director Waugh
- Bed of Lies (1992, telefilm) - Zeke Zbranek
- An American Story - The Battle of Athens (1992, telefilm) - Tom Cantrell
- Dead Before Dawn (1993, telefilm) - Masterson
- No Child of Mine (1993, telefilm) - Lamar Jenkins
- Police Academy: Mission to Moscow (1994) - Capt. Thaddeus Harris
- The Siege at Ruby Ridge (1996, telefilm) - Ralph Coulter
- Seduction in a Small Town (1997, telefilm) - Pat Carter
- Brothers. Dogs. And God. (2000) - Luther Graham
- The. Thin. Blue. Lie. (2000, telefilm) - K.C.
- Scorcher (2002) - General Timothy Moore
- Home on the Range (2004) - Rusty, el gos (veu)
- Cake: A Wedding Story (2007) - Howard Canter
- Left Turn Yield (2007) - Man at Crosswalk with Dog
- Johnny's Gone (2011) - Chet
- The Newest Pledge (2012) - Mr. Hodgkinson
- I Am Death (2013) - The Killer
- The Perfect Husband: The Laci Peterson Story (2014) - Det. Gates
- Highly Functional (2017) - Dan
- Til Life Do Us Part (2020, curtmetratge) - Barnaby Barnes